# ヘリット・コルネーリス・ベルカウワー
ヘリット・コルネーリス・ベルカウワー（Gerrit Cornelis Berkouwer, 1903年6月8日 - 1996年1月25日）は、現代の福音派の教義学を代表するオランダの改革派神学者。

## 経歴
アムステルダムに生まれた。1932年にアムステルダム自由大学でV・ヘップに師事し、『近代ドイツ神学における信仰と啓示』で博士号を取得する。
18年間牧師として活動したのち、1945年にヘップの後任として、アムステルダム自由大学の教義学の教授に就任する。後に名誉教授になる。
オランダ王立科学院の会員で、1961年には第二ヴァチカン公会議にオブザーバーとして招かれる。
カール・バルトの神学研究についても取り組み、1954年『バルト神学における恵みの勝利』を出版する。これはバルト神学についての三大名著と呼ばれる。